# Mona Lisa (Copia del Hermitage)
Mona Lisa del Hermitage es un cuadro al óleo sobre lienzo, pintado por un autor desconocido a mediados del Siglo XVII, que se encuentra expuesto en el Museo Hermitage de San Petersburgo. Es una de las múltiples copias existentes del popular cuadro La Gioconda pintado por el polímata italiano Leonardo Da Vinci. Pasó a formar parte de la colección del museo en el año 1931, tras ser donado por la Antikvariat All-Union Association. 

## Descripción
El cuadro es una imagen de Lisa Gherardini, esposa de un rico comerciante italiano
y conocida popularmente como Mona Lisa o Gioconda, en referencia a su marido Francesco del Giocondo, y se trata, como se indica más arriba, de una copia del cuadro original del mismo título que se encuentra en el museo del Louvre. Aunque guarda notables diferencias con este, se destaca de él la buena ejecución, la expresividad que emana y el gran trabajo del copista.
Presumiblemente se trata de una copia del norte de Europa, posiblemente alemana o flamenca. La cara de la modelo es diferente, de aspecto más joven que en la versión original, carece del popular sfumato de Leonardo, y el fondo, tras la modelo, presenta dos columnas, ausentes en la parisina, por lo que es conocida popularmente como la "Gioconda con columnas", aunque se pueden encontrar también en otras versiones como la Gioconda de Oslo, o la de Baltimore.

## Análisis
Los análisis científicos efectuados al lienzo y a la capa pictórica, dieron como resultado la presencia de sulfato de bario, un mineral usado para la preparación de soportes, especialmente entre los años 1620 y 1680, lo que permitió datar la fecha de su ejecución y el lugar dónde esta fue llevada a cabo, puesto que cuando esta sustancia comenzó a utilizarse como base de pintura, Leonardo ya llevaba muerto más de un siglo.